# Darihanwula (socken i Kina, lat 43,24, long 116,74)
Darihanwula (kinesiska: 达日罕乌拉, 达日罕乌拉苏木) är en socken i Kina. Den ligger i den autonoma regionen Inre Mongoliet, i den norra delen av landet, omkring 500 kilometer nordost om regionhuvudstaden Hohhot. Antalet invånare är 19567. Befolkningen består av 3 590 kvinnor och 15 977 män. Barn under 15 år utgör 4,0 %, vuxna 15-64 år 94 %, och äldre över 65 år 1,0 %. Darihanwula ligger vid sjön Dalai Nur.
Genomsnittlig årsnederbörd är 453 millimeter. Den regnigaste månaden är juni, med i genomsnitt 111 mm nederbörd, och den torraste är februari, med 4 mm nederbörd.